# 新田敏郎
新田 敏郎 (しんでん としろう、1965年10月10日 - ) は、日本の政治家。錦江町長（１期）。

## 来歴
昭和59年3月　鹿児島県立南大隅高等学校卒業。
昭和60年5月　大根占町役場入職（建設課失業対策係）。
平成28年4月　総務課長兼選挙管理委員会事務局長。
平成30年8月　政策企画課長。
令和3年3月　錦江町役場退職。
令和3年12月　錦江町長に就任。

## 趣味・特技
庭、畑で土と触れ合いながら、作物の成長を思い描くこと。
高校野球観戦。
小学校4年生からソフトボール少年団、中学、高校と野球部に所属。
1994年（平成6年）から7年間、母校南大隅高校の野球部監督。生徒と一緒に汗しながら白球を追いかけた経験が、政策理念の「情熱　まっすぐ」に影響している。